# 食糧費
食糧費（しょくりょうひ）とは日本の公的機関の予算（歳出予算）の項目名。警察の場合、次のようなものが含まれる。

- 警察の留置施設に収容している被留置者の食事に要する経費
- 県民の方等との会議における茶菓代や会議の一環として行われる意見交換等を目的とする食事や懇談会に要する経費
- 各種団体の総会に引き続く食事や懇談会に要する経費
- 来客時の湯茶等の飲み物に要する経費